# Ordinary Day (Dolores O'Riordan)
Ordinary Day è un singolo della cantautrice irlandese Dolores O'Riordan, pubblicato nel febbraio 2007 come primo estratto dal primo album in studio Are You Listening?.

## Descrizione
Primo singolo da solista di O'Riordan, Ordinary Day è stato scritto e composto dalla stessa cantautrice ed è stato prodotto da O'Riordan, Richard Cycki e Youth. Il brano, dalla melodia malinconica, è dedicato alla figlia Dakota.

## Video musicale
Il videoclip è stato diretto da Caswell Cloggins ed è stato girato a Praga. Ai primi piani di O'Riordan che canta il brano, si alternano diverse altre scene, tra cui una bambina dalle sembianze di Cappuccetto Rosso che corre. Il video musicale ha debuttato il 17 marzo 2007 sul canale musicale e radiofonico spagnolo Los 40 principales e ha raggiunto la posizione numero 27 nella loro classifica musicale.

## Tracce
CD Single
1. Ordinary Day – 4:04
2. Without You – 4:08
3. Ordinary Day (Video) – 3:54

7" Single
1. Ordinary Day – 4:04
2. Forever – 3:40

USA iTunes Single
1. Ordinary Day – 4:05
2. Black Widow – 4:56
3. Letting Go – 5:45

## Successo commerciale
In Italia ha ottenuto un ottimo successo arrivando al secondo posto della classifica dei singoli. In Belgio è entrata nella Ultratip 100 fiamminga, arrivando alla posizione numero 18.

## Classifiche

### Classifiche settimanali
| Classifica (2007)         | Posizione massima |
| ------------------------- | ----------------- |
| Belgio (Fiandre)          | 68                |
| Irlanda                   | 50                |
| Italia                    | 2                 |
| Regno Unito               | 106               |
| Russia                    | 180               |
| Stati Uniti (alternative) | 28                |
| Ucraina                   | 64                |

### Classifiche di fine anno
| Classifica (2007) | Posizione |
| ----------------- | --------- |
| Italia            | 37        |